# أكاديمية بطلي (الموسم 8)
الموسم الثامن والأخير من أكاديمية بطلي (باليابانية: 僕のヒーローアカデミア، بالروماجي: Boku no Hīrō Academia)، أو كما يعرف باسم أكاديمية بطلي: الموسم النهائي، أنتجه استوديو بونز وأخراجه كينجي ناغاساكي (المخرج الرئيسي)، ونايومي ناكاياما، يتبع الموسم قصة سلسلة المانغا الأصلية التي ألّفها كوهي هوريكوشي والتي تحمل الإسم نفسه، وذلك من بداية المجلد 40 وحتى نهاية المجلد 42 (الفصول 399–431). من المقرر أن يُعرض الموسم الثامن والأخير لأول مرة على قناة يوميأوري ونيبون تي في في 4 أكتوبر 2025.
وقد حصلت كرانشي رول على ترخيص الموسم لبثّه خارج آسيا أثناء وقت عرضه.

## قائمة الحلقات
| الرقم إجمالي | الرقم في الموسم | العنوان | إخراج | الستوري بورد بواسطة | تاريخ العرض الأصلي | نسبة المشاهدة |
| ------------ | --------------- | ------- | ----- | ------------------- | ------------------ | ------------- |
| 1            | سيُعلن           | سيُعلن   | سيُعلن | سيُعلن               | 4 أكتوبر 2025      | سيُعلن         |

## وصلات خارجية
- الموقع الرسمي للأنمي (اليابانية)
- صفحة الأنمي على كرانشي رول
- أكاديمية بطلي على موقع IMDB (الموسم 8)